# رهبر حزب کارگر بریتانیا
رهبر حزب کارگر بریتانیا (انگلیسی: Leader of the Labour Party) عالی‌ترین مقام سیاسی حزب کارگر در انگلستان است. از تاریخ ۴ آوریل ۲۰۲۰، کی‌یر استارمر نماینده حوزه هولبورن و سنت پنکرس در پارلمان عهده‌دار این مسئولیت است. بعد از تغییراتی در حزب بخاطر برگزیت، جرمی کوربین از رهبری حزب استعفا کرد و کی‌یر استارمر رهبری حزب را برعهده گرفت.